# Puntius paucimaculatus
Puntius paucimaculatus är en fiskart som beskrevs av Wang och Ni 1982. Puntius paucimaculatus ingår i släktet Puntius och familjen karpfiskar. Inga underarter finns listade i Catalogue of Life.